# 프랑스의 대학 목록
본 문서는 프랑스의 대학, 더 일반적으로는 법적으로 규정된 프랑스의 학문·문화 및 직업적 성격의 공공기관인 고등교육기관과 연구기관을 다룬다.
- 대학교 및 대학교와 유사한 국립 이공과 대학
- 대학외 학교·기관
- 고등사범학교, 국외 프랑스 학교, 그랑테타블리스망
- 대학교·기관 공동체
- 실험적이라는 명칭을 지닌, 실험적 공립 기관 또는 대학교·기관 공동체

## 대학교 목록
2022년 1월자로 54개의 본 법적 형태의 대학교와 1개의 국립 이공과 대학이 존재한다.
| 공식명 관습명                                             | 2020-21년도 등록 학생수 |
| --------------------------------------------------------- | ----------------------- |
| 엑스마르세유 대학교 Aix-Marseille Université              | 66,411                  |
| 아미앵 대학교 Université de Picardie Jules-Verne          | 26,756                  |
| 앙제 대학교                                               | 25,255                  |
| 앙티유군도 대학교                                         | 11,167                  |
| 아르투아 대학교                                           | 12,695                  |
| 아비뇽 대학교 Avignon Université                          | 7,086                   |
| 브장송 대학교 Université de Franche-Comté                 | 21,038                  |
| 보르도 대학교                                             | 46,724                  |
| 보르도 제3대학교 Université Bordeaux-Montaigne            | 15,603                  |
| 브레스트 대학교 Université de Bretagne-Occidentale        | 21,374                  |
| 브르타뉴쉬드 대학교                                       | 9,920                   |
| 캉 대학교 Université Caen-Normandie                       | 28,785                  |
| 샹베리 대학교 Université Savoie Mont Blanc                | 14,154                  |
| 코르시카 대학교 Université de Corse-Pascal-Paoli          | 4,054                   |
| 디종 대학교 Université de Bourgogne                       | 28,262                  |
| 귀얀 대학교                                               | 3,272                   |
| 레위니옹 대학교                                           | 16,100                  |
| 라로셸 대학교                                             | 8,154                   |
| 르아브르 대학교                                           | 7,476                   |
| 르망 대학교 Le Mans Université                            | 10,524                  |
| 리모주 대학교                                             | 17,398                  |
| 리토랄 대학교 Université du Littoral-Côte-d’Opale         | 10,254                  |
| 리옹 제1대학교 Université Claude-Bernard                  | 36,307                  |
| 리옹 제2대학교 Université Lumière-Lyon-II                 | 27,094                  |
| 리옹 제3대학교 Université Jean-Moulin-Lyon-III            | 25,219                  |
| 몽펠리에 제3대학교 Université Paul-Valéry                 | 21,518                  |
| 뮐루즈 대학교 Université de Haute-Alsace                  | 10,315                  |
| 님 대학교                                                 | 5,379                   |
| 누벨칼레도니 대학교                                       | 3,442                   |
| 오를레앙 대학교                                           | 17,517                  |
| 파리 제1대학교 Université Panthéon-Sorbonne               | 41,567                  |
| 파리 제3대학교 Université Sorbonne-Nouvelle               | 15,638                  |
| 소르본 대학교                                             | 45,147                  |
| 파리 제8대학교 Université Vincennes-Saint-Denis           | 23,233                  |
| 파리 제10대학교 Université Paris Nanterre                 | 31,523                  |
| 파리 제12대학교 Université Paris-Est-Créteil-Val-de-Marne | 31,051                  |
| 파리 제13대학교 Université Paris-XIII-Nord                | 22,572                  |
| 에브리발데손 대학교                                       | 7,116                   |
| 베르사유생캉탱앙이블린 대학교                             | 13,391                  |
| 포 대학교 Université de Pau et des Pays de l’Adour        | 13,138                  |
| 페르피냥 대학교 Université de Perpignan Via Domitia       | 8,691                   |
| 푸아티에 대학교                                           | 26,580                  |
| 프랑스령 폴리네시아 대학교                                | 2,733                   |
| 랭스 대학교 Université de Reims-Champagne-Ardenne         | 23,919                  |
| 렌 제1대학교                                              | 26,422                  |
| 렌 제2대학교 Université Rennes-II-Haute-Bretagne          | 21,753                  |
| 루앙 대학교 Université de Rouen-Normandie                 | 30,217                  |
| 생테티엔 대학교 Université Jean-Monnet-Saint-Étienne      | 17,004                  |
| 스트라스부르 대학교                                       | 49,759                  |
| 툴롱 대학교                                               | 10,749                  |
| 툴루즈 제1대학교 Université Toulouse-I-Capitole           | 21,196                  |
| 툴루즈 제2대학교 Université Toulouse-Jean-Jaurès          | 28,214                  |
| 툴루즈 제3대학교 Université Toulouse-III-Paul-Sabatier    | 29,358                  |
| 툴루즈 국립 이공과대학                                    | 6,600                   |
| 투르 대학교                                               | 26,197                  |

참고 :
- 마요트 교육연구중심대학교(학생수 1,256명[2])는 행정적 성격의 공립 기관에 속한다.[3]
- 가톨릭 대학 또는 민간 대학교는 법적 또는 규정적으로 대학교가 아니다.

## 실험적 공립기관 목록
2018년 12월 12일 칙령은 연구·고등교육 기관의 공적 업무 협력에 있어 최대 10년간 공립·사립 연구·고등교육 기관을 재편성하거나 통합하고자, 실험적이라는 명칭을 과학·문화·전문적 공립기관에게 허가했다. 새로운 조직과 운영 방식을 취한 이 실험적 기관은 재편성된 기관들로 정해진 연구·고등교육 기관의 공동 프로젝트를 실현하는데 목적을 둔다. 실험적 공립기관으로 재편성된 기관들은 각자의 법인을 유지할 수 있다. 각 기관들은 실험적 공립기관의 "소속 기관"으로 칭해진다.
2022년 1월자로 총 14개의 실험적 과학·문화·전문적 공립기관이 존재한다.
| 공식명 관습명                  | 2020-21년도 등록 학생수 | 소속기관을 포함한 학생수 |  |
| ------------------------------ | ----------------------- | ------------------------ |  |
| CY 세르지 파리 대학교          | 17,976                  | 24,761                   |  |
| 클레르몽-오베르뉴 대학교       |                         |                          |  |
| 코트 다주르 대학교             | 28,785                  | 30,561                   |  |
| 그르노블-알프 대학교           | 43,696                  | 54,443                   |  |
| 귀스타브 에펠 대학교           | 12,286                  | 15,693                   |  |
| 오드프랑스 이공과대학교        | 10,016                  | 12,304                   |  |
| 릴 대학교                      |                         |                          |  |
| 몽펠리에 대학교                |                         |                          |  |
| 낭트 대학교                    |                         |                          |  |
| 파리-팡테옹-아사스 대학교      | 18,890                  |                          |  |
| 파리-시테 대학교               | 51,591                  | 51,591                   |  |
| 파리 이공과대학                | 5,208                   |                          |  |
| 파리-사클레 대학교             | 35,511                  | 45,159                   |  |
| 파리 문리대학교 Université PSL |                         | 17,515                   |  |

## 대학외 학교·기관 목록
| 에콜 상트랄 드 릴                                                       |
| 에콜 상트랄 드 리옹                                                     |
| 에콜 상트랄 드 마르세유                                                 |
| 에콜 상트랄 드 낭트 (낭트 대학교 소속 기관)                             |
| 클레르몽 오베르뉴 국립 이공과 대학 (클레르몽-오베르뉴 대학교 소속 기관) |
| 국립토목공사학교                                                        |
| 국립고등예술방직학교 (릴 대학교 소속 기관)                              |
| 파리 국립고등화학학교 (파리 문리대학교 소속 기관)                       |
| 몽펠리에 국립고등화학학교 (몽펠리에 대학교 소속 기관)                   |
| 캉 국립고등기술학교                                                     |
| 푸아티에 국립고등기계항공학교                                           |
| 국립고등기계공학·마이크로공학학교                                       |
| 상트르 발 드 루아르 국립응용과학대학                                    |
| 오드프랑스 국립응용과학대학 (오드프랑스 이공과 대학교 소속 기관)        |
| 리옹 국립응용과학대학                                                   |
| 렌 국립응용과학대학                                                     |
| 루앙 국립응용과학대학                                                   |
| 스트라스부르 국립응용과학대학                                           |
| 툴루즈 국립응용과학대학                                                 |
| 장-프랑수아-샹폴리옹 국립 대학기관                                      |
| 파리 고등기계공학대학                                                   |
| 벨포르-몽벨리아르 기술대학교                                            |
| 콩피에뉴 기술대학교                                                     |
| 트루아 공과대학교                                                       |

감독 : (언급되지 않은 경우, 고등 교육을 담당하는 장관이 맡음)
1. ↑  tutelle du ministre chargé de l'équipement

## 그랑테타블리스망 목록
| 상트랄쉬펠레크 (파리-사클레 대학교 소속 기관)                                        |
| 콜레주 드 프랑스                                                                     |
| 국립공예원                                                                           |
| 공군우주사관학교                                                                     |
| 공중보건고등연구원                                                                   |
| 사회과학고등연구원                                                                   |
| 국립민간항공학교                                                                     |
| 국립고문서학교 (파리 문리대학교 소속 기관)                                           |
| 국립고등교량도로학교                                                                 |
| 국립고등공예학교                                                                     |
| 파리국립고등광업학교 (파리 문리대학교 소속 기관)                                     |
| 국립고등문헌정보학학교                                                               |
| 국립고등선진기술학교(파리 이공과대학 소속 기관)                                      |
| 브르타뉴 국립고등선진기술학교                                                        |
| 국립고등해양학교                                                                     |
| 낭트아틀랑티크 국립수의학·농산물가공학·식품학학교 (Oniris)                           |
| 해군사관학교                                                                         |
| 에콜 폴리테크니크 (파리 이공과대학 소속 기관)                                        |
| 고등연구실습원 (파리 문리대학교 소속 기관)                                           |
| 국립경제통계학교 그룹 (ENSAE 파리에 한정하여 파리 이공과 대학 소속 기관)             |
| 파리정치대학                                                                         |
| 파리지구물리학대학 (파리 대학교 소속 기관)                                           |
| 생명과학산업환경학교 (AgroParisTech) (파리-사클레 대학교 소속 기관)                  |
| 광업-통신 대학 (텔레콤 파리와 텔레콤 쉬드파리에 한정하여 파리 이공과 대학 소속 기관) |
| 국립식품·동물보건·농산물가공학·환경고등교육연구대학 (VetAgro Sup)                    |
| 국립고등농업식품환경교육대학                                                         |
| 국립예술사대학                                                                       |
| 국립동양언어문화대학                                                                 |
| 국립스포츠·심판·기록대학                                                             |
| 보르도 이공과대학                                                                    |
| 그르노블 이공과대학 (그르노블-알프 대학교 소속 기관)                                 |
| 고등항공우주대학                                                                     |
| 국립자연사박물관                                                                     |
| 파리 천문대 (파리 문리대학교 소속 기관)                                              |
| 로렌 대학교                                                                          |
| 파리도핀 대학교 (파리 문리대학교 소속 기관)                                          |

감독 : (언급되지 않은 경우, 고등 교육을 담당하는 장관이 맡음)
1. ↑  tutelle conjointe du ministre chargé de l'enseignement supérieur et du ministre chargé de l'Industrie
2. 1 2 3 4 5 6  tutelle du ministre de la défense
3. ↑  tutelle conjointe du ministre chargé de l'enseignement supérieur et du ministre chargé de la santé et des affaires sociales
4. 1 2  tutelle du ministre chargé de l'équipement et de l'aviation civile
5. ↑  tutelle du ministre chargé de l'industrie
6. ↑  tutelle du ministre chargé de la mer
7. 1 2 3 4  tutelle du ministre chargé de l'agriculture
8. ↑  tutelle du ministre chargé de l'économie
9. ↑  tutelle des ministres chargés de l'industrie et des communications électroniques
10. ↑  tutelle conjointe du ministre chargé de l'enseignement supérieur et du ministre chargé de la culture
11. ↑  tutelle du ministre chargé des sports
12. ↑  tutelle conjointe du ministre chargé de l'enseignement supérieur et du ministre chargé de l'environnement

## 국외 프랑스 학교 목록
| 마드리드 벨라스케즈 저택    |
| 아테네 에콜 프랑세즈        |
| 프랑스국립극동연구원        |
| 로마 에콜 프랑세즈          |
| 카이로 프랑스동양고고학대학 |

## 고등사범학교 목록
| 고등사범학교, 파리 (파리 문리대학교 소속 기관)          |
| 파리-사클레 고등사범학교 (파리-사클레 대학교 소속 기관) |
| 리옹 고등사범학교                                       |
| 렌 고등사범학교                                         |

## 대학 연합체 목록
고등교육기관과 연구에 관한 2013년 법은 고등교육 및 연구 공립 기관이 그들의 교육 제공과 연구, 명의 변경 전략을 연계하도록 발의되었다.
이로서 대학 기관 연합체 또는 제휴에 참여하는 형태로써 기관의 통합, 또는 재편성이 가능해졌다.
아래 도표는 위 도표의 대학생 수를 포함한다.
| 공식명                             | 2020-21년도 등록 학생수 |
| ---------------------------------- | ----------------------- |
| 코뮈 앙제-르망 (실험적 연합체)     | 35,779                  |
| 부르고뉴 대학교 - 프랑슈콩테       | 61,111                  |
| 에장 대학교                        | 14,373                  |
| 리옹 대학교                        | 124,156                 |
| 노르망디 대학교                    | 72,827                  |
| 파리-에스트 대학교 (실험적 연합체) | 53,425                  |
| 파리 뤼미에르 대학교               | 54,824                  |
| 툴루즈미디피레네 연방대학교        | 106,375                 |

## 같이 보기
- 프랑스 대학 연표
- 프랑스 대학의 역사